# Natuurlijke maan

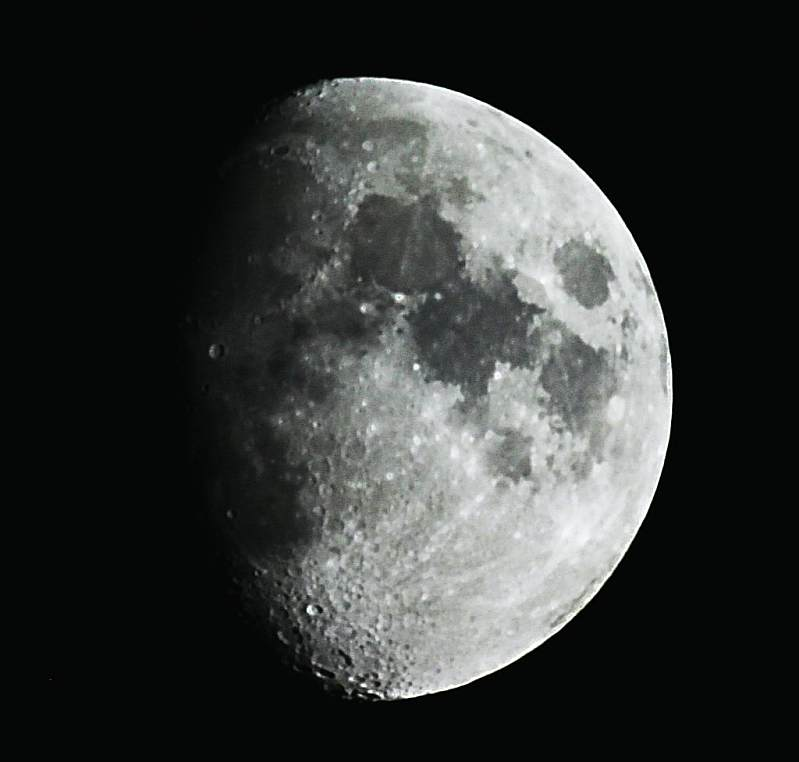
De maan van de Aarde

Een natuurlijke maan of natuurlijke satelliet is een hemellichaam dat rond een (exo)planeet, dwergplaneet of planetoïde, of eventueel een andere maan draait.
Per juli 2010 zijn 400 objecten geclassificeerd als manen. 168 daarvan draaien om zes van de planeten van het zonnestelsel. Zes manen draaien om drie van de dwergplaneten, 104 van de 336 zijn planetoïdemanen en 58 zijn manen van transneptunische objecten (TNO's). Sommige van deze TNO's worden later mogelijk geclassificeerd als dwergplaneet. Nog ongeveer 150 kleine manen bevinden zich in de ringen van Saturnus. Exoplaneten, planeten die om andere sterren draaien, hebben mogelijk ook manen. Er zijn er tot nu toe echter geen waargenomen.
De twee binnenste planeten, Venus en Mercurius, hebben geen manen. De Aarde heeft één maan, die gewoon de Maan wordt genoemd. Mars heeft twee kleine manen: Phobos en Deimos. De gasreuzen hebben allemaal vele manen, waarvan er zes ongeveer even groot zijn als onze maan: De vier Galileïsche manen (Ganymedes, Europa, Io en Callisto), de grootste maan van Saturnus, Titan, en de grootste maan van Neptunus, Triton. Verder heeft Saturnus nog zes manen die massief genoeg zijn voor hydrostatisch evenwicht, en heeft Uranus er nog vijf. Van enkele manen, zoals Callisto en Europa, wordt wel gedacht dat er leven zou kunnen zijn onder de ijskap die het water van hun oceanen bedekt. Hiervoor is geen bewijs.
Vier van de vijf dwergplaneten hebben ten minste één maan. Ceres heeft geen maan, Pluto heeft er vijf: Charon, Hydra, Nix, Kerberos en Styx. Haumea heeft twee manen (Hiʻiaka en Namaka). Eris heeft één maan: Dysnomia. Makemake heeft één maan S/2015 (136472) 1.

## Oorsprong
Natuurlijke manen die met een prograde baan om de planeet draaien en zich relatief dicht bij de planeet bevinden zijn waarschijnlijk gevormd uit de protoplanetaire schijf van de planeet. De natuurlijke manen die met grote, geïnclineerde, excentrische en vaak ook retrograde banen om de planeet draaien zijn waarschijnlijk planetoïden geweest die aan werden getrokken door de zwaartekracht van de planeet. Onze Maan, en mogelijk de maan Charon, zijn uitzonderingen op de andere grote manen. Men denkt dat zij zijn ontstaan door de botsing van twee grote objecten (de grote inslaghypothese). Veel planetoïdemanen zijn ook op deze manier ontstaan. Triton is ook een uitzondering. Hoewel Triton met een kleine en ronde baan om de planeet Neptunus draait (Triton heeft zelfs een bijna perfect ronde baan met een excentriciteit van 0,000016), denkt men dat dit ooit een dwergplaneet was. Triton heeft namelijk een retrograde baan.

## Geologische activiteit
Van de negentien manen die massief genoeg zijn voor hydrostatisch evenwicht, is er een aantal nog geologisch actief. Io is het meest vulkanisch actieve hemellichaam in het zonnestelsel en op Europa, Enceladus, Titan en Triton zijn aanwijzingen voor tektoniek en cryovulkanisme. Bij de eerste drie zou dit komen door verhitting door getijden. Dit komt door de excentrische banen om hun planeet. (Dit zou vroeger ook het geval zijn geweest bij Triton voor de baan cirkelvormig werd.) Andere manen, waaronder onze Maan, Ganymedes, Tethys en Miranda, zouden mogelijk in het verleden geologisch actief zijn geweest. Enceladus en Triton hebben mogelijk geisers op het oppervlak. Titan en Triton hebben allebei een aanzienlijke atmosfeer; Titan heeft ook meren van methaan en mogelijk ook regen. Vier grote manen, Europa, Ganymedes, Callisto en Titan, zouden mogelijk ondergrondse oceanen van vloeibaar water hebben. Ook onder het oppervlak van Enceladus zou zich water kunnen bevinden.

## Natuurlijke manen in het zonnestelsel

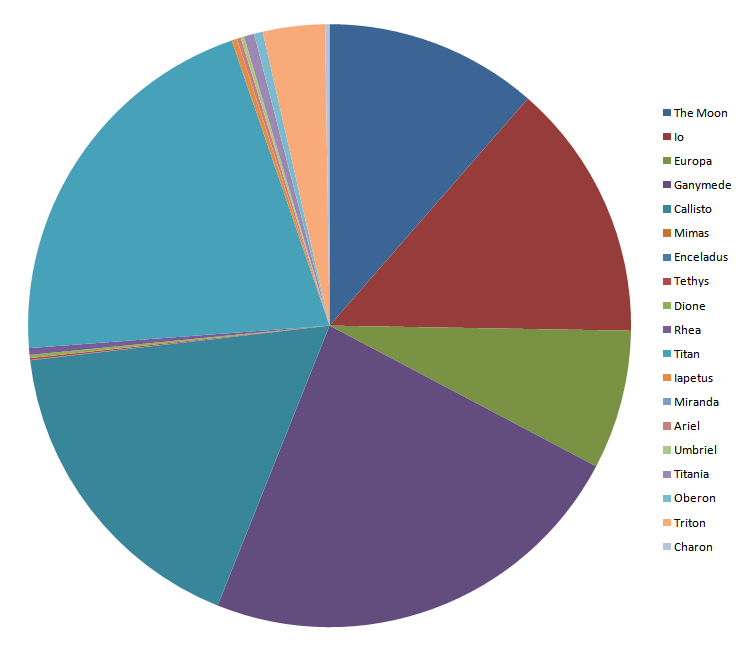
De massa's van de grotere manen in het zonnestelsel. Mimas, Enceladus en Miranda zijn te klein om te kunnen zien. Alle andere manen zouden, zelfs als zij bij elkaar zouden worden gevoegd, nog te klein zijn om ze te kunnen zien.

De grootste natuurlijke manen in het zonnestelsel (met een diameter groter dan ongeveer 3000 kilometer) zijn de Maan, de Galileïsche manen van Jupiter (Io, Europa, Ganymedes en Callisto), de grootste maan van Saturnus, Titan, en de grootste maan van Neptunus, Triton.
De tabel hieronder laat de manen van het zonnestelsel zien. De laatste kolom bevat een aantal andere objecten, zoals planeten, dwergplaneten, planetoïden en TNO's, ter vergelijking. De manen van de planeten zijn vernoemd naar mythologische figuren. Deze zijn meestal Grieks, behalve die van Uranus. Deze zijn vernoemd naar de personen uit de verhalen van Shakespear. De negentien objecten die massief genoeg zijn voor hydrostatisch evenwicht zijn dikgedrukt. De namen van andere objecten waarvan wordt vermoed dat deze een hydrostatisch evenwicht hebben bereikt zijn cursief.
| Diameter (km) | Manen van planeten | Manen van planeten | Manen van planeten                 | Manen van planeten                                         | Manen van planeten                                        | Manen van planeten           | Manen van dwergplaneten | Manen van dwergplaneten | Manen van dwergplaneten | Manen van andere objecten                                                                              | Andere objecten ter vergelijking                                     |
| Diameter (km) | Aarde              | Mars               | Jupiter                            | Saturnus                                                   | Uranus                                                    | Neptunus                     | Pluto                   | Haumea                  | Eris                    | Manen van andere objecten                                                                              | Andere objecten ter vergelijking                                     |
| --- | ------------------ | ------------------ | ---------------------------------- | ---------------------------------------------------------- | --------------------------------------------------------- | ---------------------------- | ----------------------- | ----------------------- | ----------------------- | --- | -------------------------------------------------------------------- |
| 4000-6000 |                    |                    | Ganymedes Callisto                 | Titan                                                      |                                                           |                              |                         |                         |                         | | Mercurius                                                            |
| 3000-4000 | De Maan            |                    | Io Europa                          |                                                            |                                                           |                              |                         |                         |                         | |                                                                      |
| 2000-3000 |                    |                    |                                    |                                                            |                                                           | Triton                       |                         |                         |                         | | Eris Pluto                                                           |
| 1500-2000 |                    |                    |                                    | Rhea                                                       | Titania Oberon                                            |                              |                         |                         |                         | | Makemake Haumea                                                      |
| 1000-1500 |                    |                    |                                    | Iapetus Dione Tethys                                       | Umbriel Ariel                                             |                              | Charon                  |                         |                         | | Sedna (225088) Gonggong                                              |
| 500-1000 |                    |                    |                                    | Enceladus                                                  |                                                           |                              |                         |                         |                         | | Ceres Orcus, Quaoar Varuna, Ixion 2 Pallas, 4 Vesta vele andere TNOs |
| 250-500 |                    |                    |                                    | Mimas Hyperion                                             | Miranda                                                   | Proteus Nereïde              |                         | Hiʻiaka                 |                         | S/2005 (79360) 1 90482 Orcus I Vanth                                                                   | Hygiea Davida Interamnia Sylvia en vele anderen                      |
| 100-250 |                    |                    | Amalthea Himalia Thebe             | Phoebe Janus Epimetheus                                    | Sycorax Puck Portia                                       | Larissa Galatea Despina      |                         | Namaka                  | Dysnomia                | S/2005 (82075) 1 65489 Ceto I Phorcys 617 Patroclus I Menoetius ~22 andere manen van TNOs              | 3 Juno 1992 QB1 5 Astraea 42355 Typhon en vele anderen               |
| 50-100 |                    |                    | Elara Pasiphae                     | Prometheus Pandora                                         | Caliban Juliet Belinda Cressida Rosalind Desdemona Bianca | Thalassa Halimede Neso Naiad | Hydra Nix               |                         |                         | 50000 Quaoar I Weywot Antiope I 42355 Typhon I Echidna 58534 Logos I Zoe 5 andere manen van TNOs       | Antiope I 58534 Logos Mathilde en vele anderen                       |
| 25-50 |                    |                    | Carme Metis Sinope Lysithea Ananke | Siarnaq Helene Albiorix Atlas Pan                          | Ophelia Cordelia Setebos Prospero Perdita Stephano        | Sao Laomedeia Psamathe       |                         |                         |                         | Kalliope I Linus                                                                                       | 1036 Ganymed 243 Ida en vele anderen                                 |
| 10-25 |                    | Phobos Deimos      | Leda Adrastea                      | Telesto Paaliaq Calypso Ymir Kiviuq Tarvos Ijiraq Erriapus | Mab Cupid Francisco Ferdinand Margaret Trinculo           | S/2004 N 1                   | Styx Kerberos           |                         |                         | Pulcova I 87 Sylvia I Romulus Hektor I (45) Eugenia I Petit-Prince Hermione I Emma I Berna I Camilla I | Eros Berna en vele anderen                                           |
| < 10 |                    |                    | ten minste 47                      | ten minste 36                                              |                                                           |                              |                         |                         |                         | 87 Sylvia I Remus (243) Ida I Dactyl en vele anderen                                                   |                                                                      |
| Objecten met dikgedrukte namen zijn in hydrostatisch evenwicht. De namen van objecten waarbij dit alleen wordt vermoed zijn cursief. |                    |                    |                                    |                                                            |                                                           |                              |                         |                         |                         | |                                                                      |